# Tosi
Tosi (nep. तोसी) – gaun wikas samiti w zachodniej części Nepalu w strefie Seti w dystrykcie Achham. Według nepalskiego spisu powszechnego z 2011 roku liczył on 424 gospodarstwa domowe i 2282 mieszkańców (1197 kobiet i 1085 mężczyzn).